# Dialium cochinchinense
Dialium cochinchinense é uma espécie vegetal da família Fabaceae.
Pode ser encontrada nos seguintes países: Camboja, Laos, Malásia, Myanmar, Tailândia e Vietname.
Está ameaçada por perda de habitat.